# Muscle oblique interne de l'abdomen
Le muscle oblique interne de l'abdomen (ou muscle petit oblique de l'abdomen) est un muscle pair de la paroi antéro-latérale de l'abdomen. 

## Description
Le muscle oblique interne de l'abdomen est un muscle plat et triangulaire.
Il se situe en profondeur sous le muscle oblique externe de l'abdomen et recouvre superficiellement le muscle transverse de l'abdomen.
comme son nom l'indique un muscle de la paroi abdominale du groupe des muscles larges. Il possède un corps musculaire puissant dirigé en rayon de roue autour de la crête iliaque.

## Origine
Le muscle oblique interne de l'abdomen nait des trois quarts antérieurs de la crête iliaque, du tiers externe du ligament inguinal et, par l'intermédiaire du fascia thoraco-lombal, des processus épineux de la dernière vertèbre lombaire et de la première vertèbre sacrée.

## Trajet
Les fibres musculaires s'étalent en éventail de la crête iliaque obliquement en haut et presque horizontalement pour les fibres inférieures et en avant.
Les fibres moyennes du muscle oblique interne de l'abdomen forment une large aponévrose d'insertion au niveau de la ligne semi-lunaire. 
Cette aponévrose dans sa partie supérieure et au niveau du muscle droit de l'abdomen se divise en deux feuillets un antérieur et un postérieur.
Le feuillet postérieur s’accole avec la lame antérieure de la gaine du muscle droit de l'abdomen et le feuillet postérieur s'accole avec le fascia du muscle transverse de l'abdomen pour constituer la lame postérieure de la gaine du muscle droit de l'abdomen.
Dans sa partie inférieure, l'aponévrose passe devant le muscle droit en s'accolant avec l'aponévrose du muscle oblique externe de l'abdomen pour ne contribuer qu'à la lame antérieure de la gaine du muscle droit.
Les fibres inférieures issues du ligament inguinal passent au-dessus puis derrière le cordon spermatique chez l'homme ou derrière le ligament rond de l'utérus chez la femme pour constituer avec les fibres du muscle transverse le tendon conjoint.

## Insertion
Les fibres postérieures du muscle oblique interne de l'abdomen se terminent sur les sommets des quatre derniers cartilages costaux.
L'aponévrose d'insertion des fibres moyennes s'étend jusqu'à la ligne blanche par le biais de la gaine du muscle droit.
Les fibres inférieures se termine par l'intermédiaire du tendon conjoint sur la symphyse pubienne, le pubis et le pecten du pubis.

## Innervation
Le muscle oblique interne de l'abdomen est innervé par les nerfs intercostaux 10 et 11, le nerf subcostal et par des fibres du plexus lombaire ainsi que des rameaux du nerf fémoral.

## Action
La contraction unilatérale du muscle oblique interne de l'abdomen permet l'inclinaison du tronc. Sa contraction bilatérale en synergie avec les muscles oblique externe et grand droit de l'abdomen permet une flexion du tronc. Il agit aussi dans l’hyperpression abdominale utile à l'expiration active, la miction et la défécation.

## Galerie

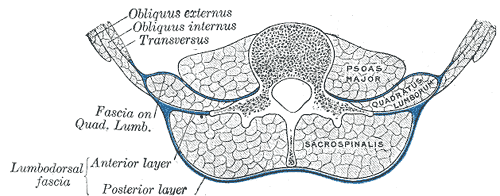
Schéma d'une coupe transversale d'une la région lombaire
La gaine du muscle droit au-dessus de la ligne arquée
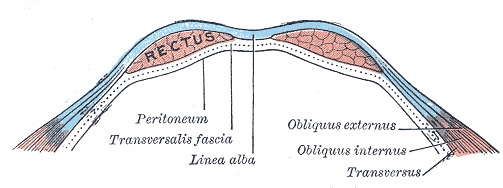
La gaine des muscle droit en dessous de la ligne arquée